# Ventouse
Ventouse ist eine französische Gemeinde mit 121 Einwohnern (Stand 1. Januar 2022) im Département Charente in der Region Nouvelle-Aquitaine (vor 2016 Poitou-Charentes); sie gehört zum Arrondissement Confolens und zum Kanton Boixe-et-Manslois. Die Einwohner werden Ventousiens genannt.

## Geographie
Ventouse liegt etwa 32 Kilometer nordnordöstlich von Angoulême. Umgeben wird Ventouse von den Nachbargemeinden Couture im Nordwesten und Norden, Saint-Sulpice-de-Ruffec im Norden, Beaulieu-sur-Sonnette im Nordosten, Cellefrouin im Osten und Südosten, Cellettes im Süden sowie Luxé im Westen.

## Bevölkerungsentwicklung
| 1962                       | 1968 | 1975 | 1982 | 1990 | 1999 | 2006 | 2019 |
| -------------------------- | ---- | ---- | ---- | ---- | ---- | ---- | ---- |
| 160                        | 166  | 151  | 136  | 124  | 113  | 122  | 124  |
| Quellen: Cassini und INSEE |      |      |      |      |      |      |      |

## Sehenswürdigkeiten
- Kirche Saint-Martin aus dem 12. Jahrhundert, seit 1925 Monument historique

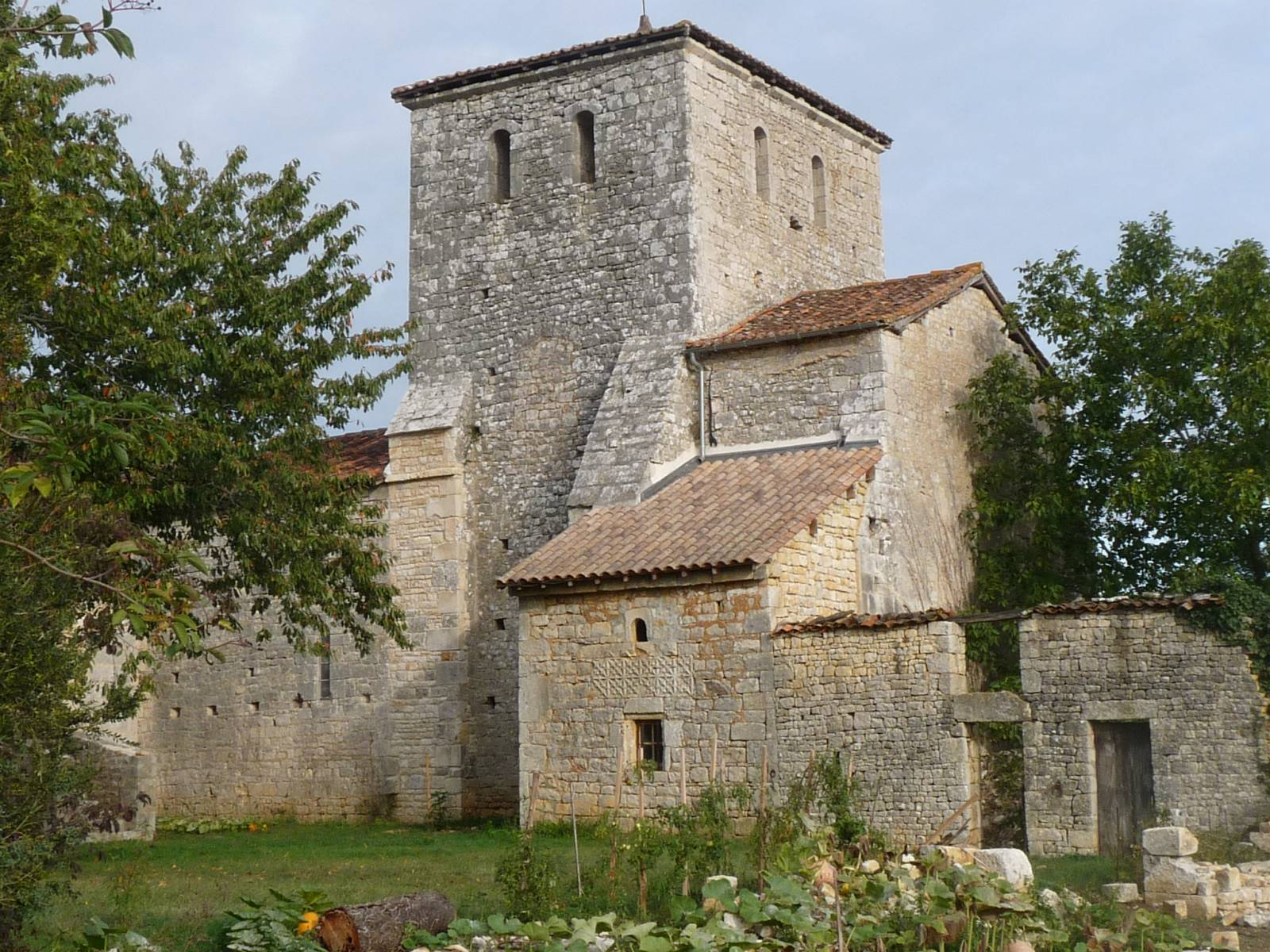
Kirche Saint-Martin